# Apiòidies
Apioideae és una subfamília de plantes amb flors dins la família de les apiàcies. Té uns 400 gèneres i unes 3.500 espècies. El Apioideae es troben en tot el món, però amb èmfasi en les zones temperades del nord.

## Característiques
Són característiques comunes a tots els tàxons de la subfamília:
- No presentar estípules.
- L'endocarpi es compon d'una capa de cèl·lules i no està lignificat.
- Tenir conductes d'oli.

Els representants d'Apioideae solen tenir umbel·les compostes. La majoria de les espècies són herbàcies, però algunes estan més o menys lignificades com en els gèneres Bupleurum i Myrrhidendron.

## Tribus i subtribus
- Aciphylleae
- Annesorhizeae
- Apieae
- Bupleureae
- Careae
- Chamaesieae
- Choritaenieae
- Coriandreae
- Echinophoreae
- Erigenieae
- Heteromorpheae
- Komarovieae
- Lichtensteinieae
- Marlothielleae
- Oenantheae
- Phlyctidocarpeae
- Pimpinelleae
- Pleurospermeae
- Pyramidoptereae
- Saniculeae
- Scandiceae
  - Daucinae
  - Ferulinae
  - Scandicinae
  - Torilidinae
- Selineae
- Smyrnieae
- Steganotaenieae
- Tordylieae
  - Tordyliinae